# IMAGO – European Federation of Cinematographers
IMAGO – European Federation of Cinematographers (eller: The European Federation of National Cinematographers' Associations) är den europeiska samorganisationen för yrkesutövande filmfotografer. Organisationen grundades i Rom 13 december 1992 på initiativ av den italienske filmfotografen och ordföranden för den italienska filmfotograf-föreningen (AIC), Luciano Tovoli, och med de motsvarande nationella föreningarna i Italien, Frankrike (AFC), Storbritannien (BSC) och Tyskland (BVK) som grundläggare. Organisationen tillvaratar de anslutnas intressen i ett europeiskt perspektiv och fungerar som ett internationellt forum. Den svenske fotografen Gustaf Mandal, vid den anslutna svenska Föreningen Sveriges Filmfotografer (FSF), var IMAGO:s president åren 1998-2000, och nu (2011) innehas denna post av den brittiske fotografen Nigel Walters. Norske filmfotografen Paul René Roestad, FNF, utnämndes till ny IMAGO-president 2015.